# Waco (TV-serie)
Waco är en amerikansk dramadokumentär från 2018. Serien är skapad av John Erick Dowdle och Drew Dowdle. Serien som är baserad på en verklig händelse består av sex avsnitt. Den svenska premiären är planerad till den 13 april 2020 på TV4.
Serien fick en uppföljare 2023, Waco: The Aftermath.

## Handling
Serien handlar om FBIs och den amerikanska militärens belägring av Mount Caramel Ranch utanför Waco i Texas där David Koresh och hans sekt höll till. Belägringen varade i 50 dagar innan den fick en våldsam avslutning.

## Rollista (i urval)
- Michael Shannon - Gary Noesner
- Taylor Kitsch - David Koresh
- Andrea Riseborough - Judy Schneider
- Paul Sparks - Steve Schneider
- Rory Culkin - David Thibodeau
- Shea Whigham - Mitch Decker
- Melissa Benoist - Rachel Koresh
- John Leguizamo - Jacob Vazquez